# ألكسيس لابوينت
ألكسيس لابوينت هو منافس ألعاب قوى كندي، ولد في 4 يونيو 1860 في مالبي في كندا، وتوفي في 12 يناير 1924 في ألما في كندا.